# Pterygotrigla robertsi
Pterygotrigla robertsi és una espècie de peix pertanyent a la família dels tríglids.

## Descripció
Fa 15,2 cm de llargària màxima.

## Hàbitat
És un peix marí i batidemersal que viu entre 420-460 m de fondària, que viu al Pacífic occidental a Nova Caledònia.

## Observacions
És inofensiu per als humans.